# (3328) Interposita
(3328) Interposita ist ein Asteroid des äußeren Hauptgürtels, der am 21. August 1985 vom Schweizer Astronomen Thomas Schildknecht vom Observatorium Zimmerwald der Universität Bern aus entdeckt wurde.
Interposita bedeutet lateinisch dazwischenliegend. Der Name leitet sich durch die Anekdote ab, dass der Entdeckungsfilm eilig zwischen zwei Satelliten-Laserentfernungsmessungen in der benachbarten Kuppel belichtet wurde.
Der Planetoid gehört zur Eos-Asteroidenfamilie. Es wird vermutet, dass die Familie vor etwa 1,1 Milliarden Jahren durch eine Kollision aus einem Ursprungsasteroiden entstanden ist.